# 戰地政務
戰地政務為1956年起中華民國政府於金門、馬祖地區實施的政策。實施最早始於1928年國民政府頒布之「戰地政務委員會條例」。:102-105後因國共內戰等因素，1956年行政院頒布「金門、馬祖地區戰地政務實驗辦法」，於金門與馬祖分別成立｢戰地政務委員會｣，以軍政一元、軍民一體為概念的軍事管理系統，從「管、教、養、衛」四大要務著手，對人民之日常生活進行宵禁、燈火、入出境、電信、金融、電器用品進行軍法審判等多種管制，直到1992年11月7日終止。

## 概念
戰地政務的概念最早發展於孫中山曾指出中華民國需經過軍政、訓政等階段，才得以進入憲政時期。:102-103在國防部史政編譯局出版的《國軍外島地區戒嚴與戰地政務紀實》中，即定義：「戰地政務，戰時為配合軍事需要，執行國家政策，而於戰地所實施的一種民事行政工作。」:8其為軍政一元，集軍事、政治力量為一體，透過軍事管制統籌某地的人力、物力，達到「總體戰」，並穩固地方的行政與安全，維持政權穩定，屬於過渡時期的地方政務。:27-281937年歷經軍政、憲政時期的中華民國正式進入憲政時期，明定國軍為進行總動員、戒嚴令或管制特定區域、作戰任務，依據《中華民國憲法》及相關法令，執行戰地政務。:63

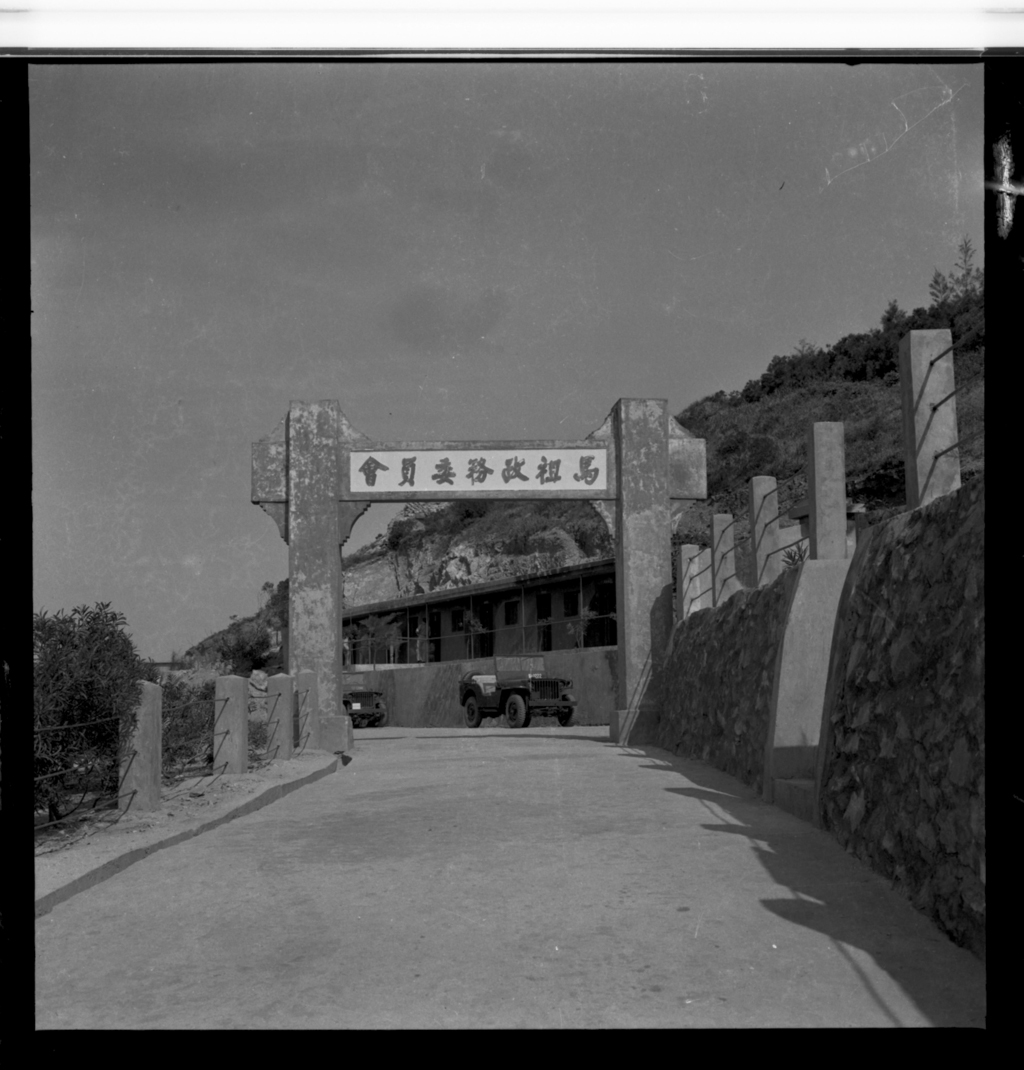
馬祖戰地政務委員會

在宋怡明的研究中更指出，1948年起中華民國已實施戒嚴進入緊急狀態，為去除中國共產黨的破壞，需在戒嚴之上實施更進一步之措施；透過戰地政務，此一為國共內戰期間與戰後對國內領土的暫時性軍事控制方式，將金門、馬祖劃為戰地政務實驗區。:39

## 實施情形
在1949年中華民國政府遷臺後，在臺北市陽明山一帶設置革命實踐研究院，其中檢討中華民國國軍在大陸地區接連失利的原因；後提出，國軍的武器與人員素質優於共軍（即中國人民解放軍），但因國軍未能在戰鬥後於掌握的地區投入戰地政務計畫，導致被共軍奪去。:5-61954年在國防部的大陳島戰役檢討會中，決定編組戰地政務工作隊，並於大陳島試辦戰地政務，由大陳防衛司令部司令指揮大陳區行政公署，為戰地政務的首次試辦。:187
1956年行政院頒布「金門、馬祖地區戰地政務實驗辦法」，將金門、馬祖劃為「戰地政務實驗區」，金門由陸軍金門防衛司令部設置金門戰地政務委員會，馬祖則由陸軍馬祖守備區指揮部（後改名陸軍馬祖防衛司令部）設置馬祖戰地政務委員會，由兩地的軍事指揮官擔任戰地政務委員會主任委員，秘書長則由政治部主任擔任；金門縣政府、連江縣政府也由兩地戰地政務委員會指揮。:28總統蔣中正指示：「使黨政軍在戰地政務真正打成一片，成為反攻時期戰地組織之模範。」:39也因此，軍事指揮官作為地區軍政最高首長，在地區的重大政策、法律案件等皆具有極大的影響力；而縣政府的行政與建設等，皆須經過戰地政務委員會的同意才得以施行。:25-28
蔣中正分別在1960年、1964年指示，將金門、馬祖兩地建設為「三民主義模範縣」。:22戰地政務透過軍政一元、權力集中，達到高效率的行政，以推動政治、經濟、文化、社會等建設，並以「管、教、養、衛」四大原則，其各自定義大致如下：「管」為健全制度、加強組織，注重紀律與秩序，對人事時地物作適當統制；「教」為明禮義、知廉恥、負責任、守紀律；「養」為使食衣住行，達到整齊、簡單、樸實、豐衣足食、安居樂業；「衛」為嚴守紀律，服從命令，團結精神、共同一致，消除散漫依賴，啟發互助合作。:84-86

## 解除

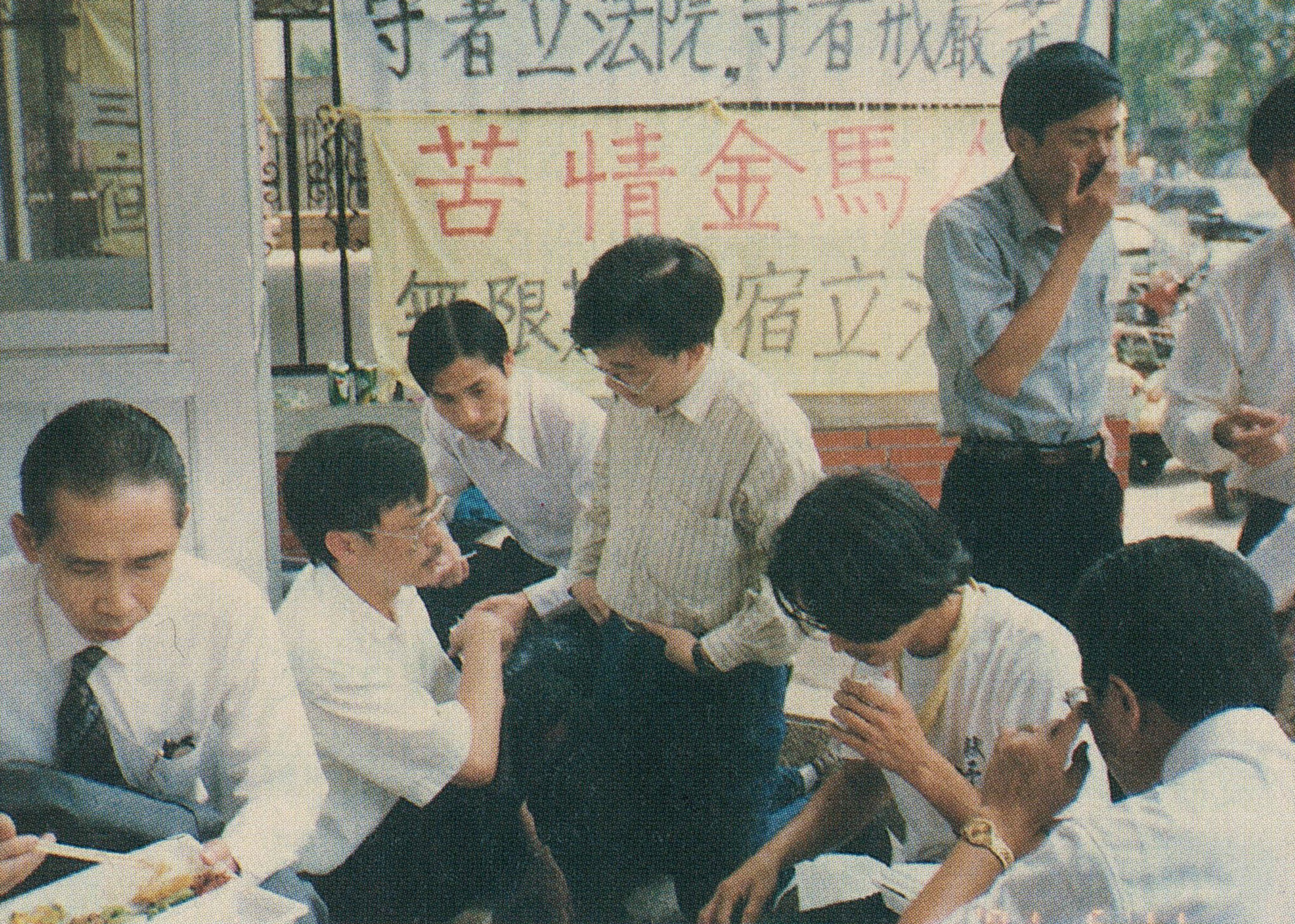
1991年五〇七反金馬二度戒嚴運動

臺灣地區於1987年解嚴，在金門馬祖仍維持戰地政務的狀態下，隨民主意識的普及，在金門馬祖侵害人民相關權益的軍事管制受到抨擊。金門馬祖兩地民間開始進行社會運動，並在1989年於臺北市舉行「八二三台北大遊行」，除爭取制定「八二三砲戰及民防隊員傷亡撫卹補償條例」，並爭取金馬人民應有的權利:203-206；之後又在1991年於立法院群賢樓大門前舉行「五〇七反金馬二度戒嚴運動」示威。1992年11月7日，金門及馬祖地區正式結束戰地政務實驗時期，同時解除兩地戒嚴令。